# Списък на планините в Косово
А — Б — В — Г — Д — Е — Ж —
З — И — Й — К — Л — М — Н —
О — П — Р — С — Т — У — Ф —
Х — Ц — Ч — Ш — Щ — Ъ — Ю —
Я

### А
- Албански Алпи

### Б
- Богичевица

### Г
- Голяк

### Ж
- Жлеб

### К
- Козник
- Козница
- Копаоник
- Коритник

### М
- Мокра гора

### Н
- Неродимка

### О
- Ошлак

### П
- Пащрик

### Р
- Радан
- Рогозна
- Родопски планини

### С
- Скопска Църна гора

### Х
- Хала

### Ц
- Църнолева

### Ч
- Чичавица

### Ш
- Шар

### Ю
- Юнак